# گنیلی پوتوک
گنیلی پوتوک (به لاتین: Gnjili Potok) یک منطقهٔ مسکونی در مونته‌نگرو است که در شهرداری آندریژویکا واقع شده‌است. گنیلی پوتوک ۸۷ نفر جمعیت دارد.